# Parc historique de Guayaquil
Le Parc Historique de Guayaquil est un parc public incluant un espace dédié à la vie sauvage et culturelle, montrant des spécimens de la faune et de la flore de Guayaquil, ainsi que des maisons anciennes issues de la zone urbaine, démontées et transférées dans le parc. Ce parc inauguré le 21 octobre 1999 s'étend sur huit hectares qui se divisent en trois zones : la zone de vie sauvage, la zone des traditions, et la zone urbaine-architecturale.
Le parc se situe dans le canton de Samborondón et est administré, depuis 2010, par l'Entreprise Publique des Parcs Urbains et Espaces Publics et le Ministère du Tourisme. Avant 2010, le parc était administré par la Banque centrale de l'Équateur.

## Caractéristiques

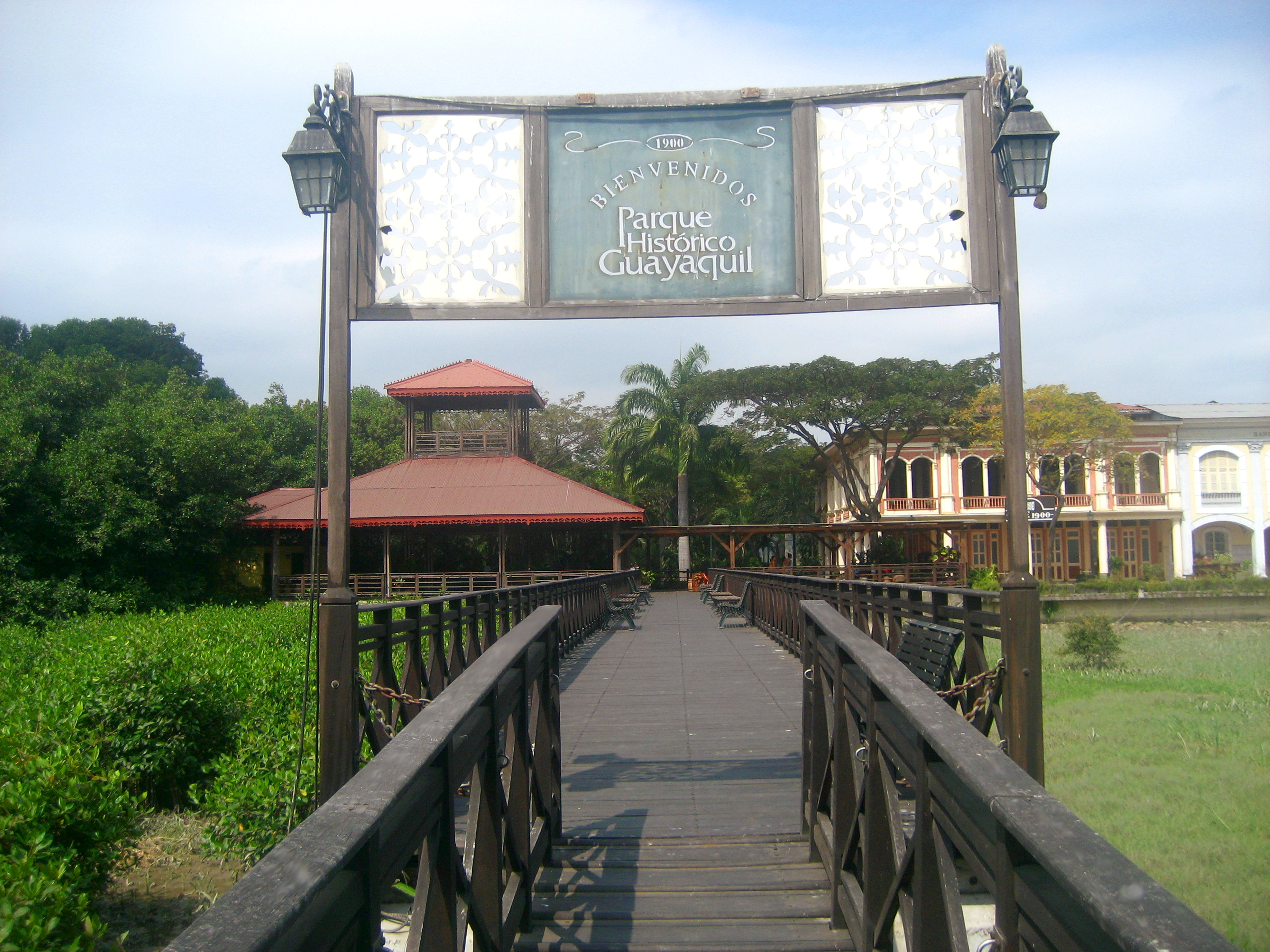
Une entrée du Parc historique de Guayaquil.

Les huit hectares du parc se divisent en trois zones.

### Zone de la vie sauvage
Cet espace qui s'étend sur trois hectares accueille des animaux représentatifs de la région de Guayaquil, et de la zone côtière du l'Équateur. La plupart des spécimens sont des espèces en danger d'extinction et pour lesquels des programmes de sauvegarde du Ministère de l'Environnement de l'Équateur sont en cours.
Cette zone a été créée initialement avec 14 mammifères, 11 oiseaux et 5 reptiles. 
Les soins apportés aux animaux coûtent environ 10 000 dollars par mois.
La zone de la vie sauvage comporte plusieurs sentiers surélevés d'une longueur totale 850 mètres, qui permettent aux visiteurs d'interagir avec l'environnement sans nuire à l'habitat des animaux. 23 points d'arrêt permettent d'observer ces derniers dans des environnements très similaires à leur habitat naturel.

### Zone des traditions
Dans cette zone on peut apprécier une reconstitution des traditions paysannes de la côte équatorienne, et en particulier de deux espaces : La Maison San Juan, partie principale d'un logement du XIXe siècles, restaurée et reconstruite dans le parc pour y montrer la vie d'une hacienda, et la Maison du Paysan, qui montre le mode de vie des paysans des zones agricoles de la côte équatorienne.
Cette zone compte également avec une exposition permanente sur le mode de culture des principaux produits agricoles de l'Équateur dont café, la tagua et le caoutchouc, ainsi que des explications sur le boom de la banane et celui du cacao.

### Zone urbaine-architecturale
- Maison Julián Coronel
- Maison Lavayen Paredes
- Bâtiment du Banco Territorial
- Hospice du Cœur de Jésus
- Tramway urbain

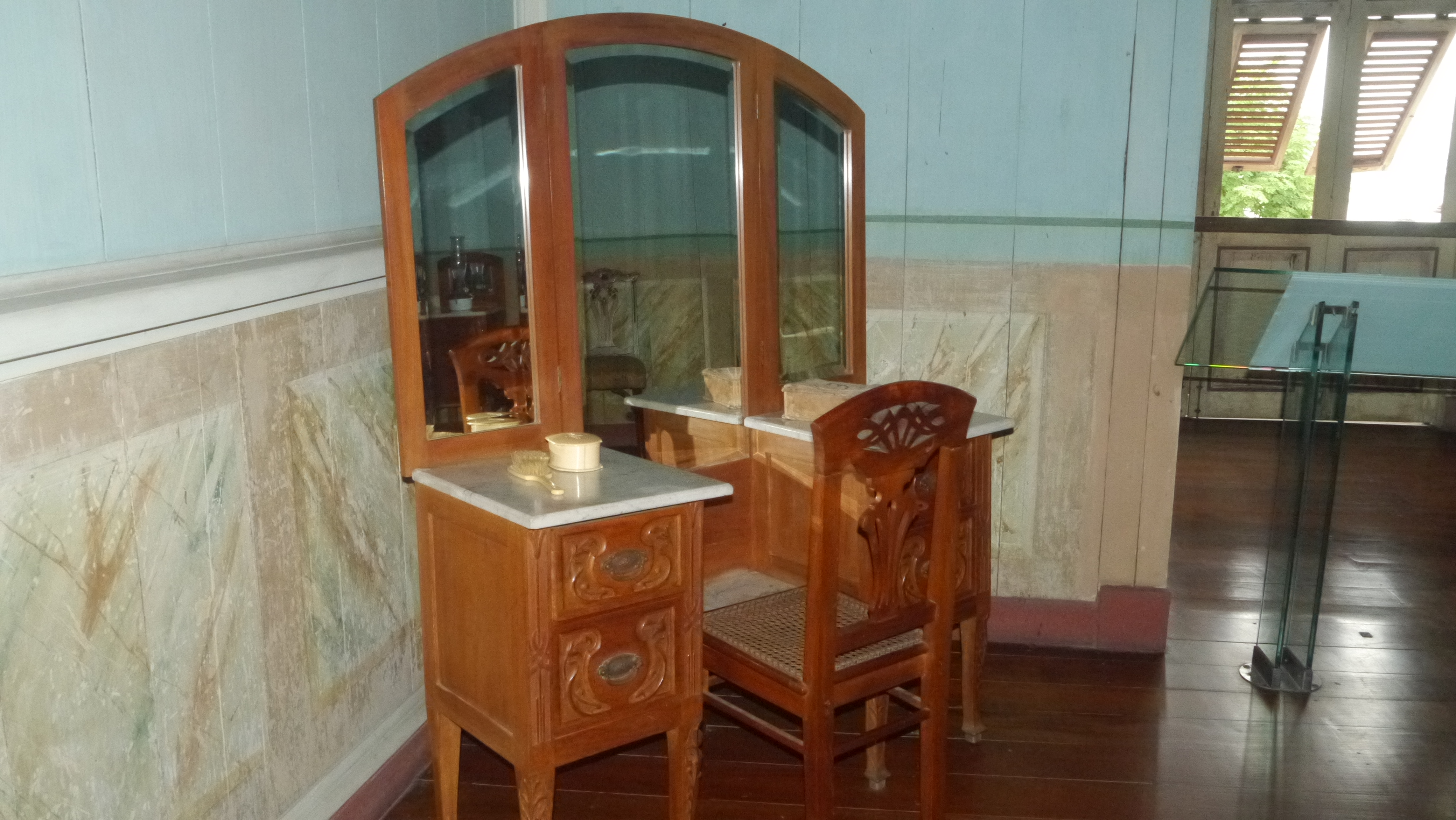
Un meuble dans l'une des chambres de la Maison Lavayen Paredes.

L'inclusion de trois maisons supplémentaires dans cette zone était en projet en 2015.